# Oligia rufilinea
Oligia rufilinea là một loài bướm đêm trong họ Noctuidae.